# ميغيل مورو
ميغيل مورو (بالإسبانية: Miguel Ángel Morro) هو لاعب كرة قدم إسباني في مركز حراسة المرمى، ولد في 11 سبتمبر 2000 في ألكالا دي إيناريس في إسبانيا. لعب مع رايو فايكانو ب.

## وصلات خارجية
- ميغيل مورو على موقع قاعدة بيانات كرة القدم.إي يو (الإنجليزية)
- ميغيل مورو على موقع Soccerway.com (الإنجليزية)